# Нордичні прибульці

Нордичний прибулець (зліва) і людина (праворуч)

Нордичні прибульці описуються деякими контактерами і уфологами як людиноподібні істоти, схожі на європейців, або точніше — на вихідців з країн Скандинавії.

## Зовнішній вигляд
Нордфі часто описують як двометрових чоловіків і жінок з довгим світлим волоссям і блакитними очима. Їх шкіра має відтінок від блідо-рожевого до засмаглого, і вони, як відзначають свідки, носять обтягуючий одяг. У 1950-х роках надходило дуже багато повідомлень про даний тип прибульців, але в подальшому така інформація стала надходити набагато рідше, так як Сірі витіснили Нордів в повідомленнях контактерів. Але і зараз, час від часу, свідоцтва про нордичних прибульців проскакують в уфологічній літературі. Деякі дослідні організації, такі, як «UFO Contact Center International», вважають батьківщиною нордичних прибульців зоряне скупчення Стожари.

## Характер
Норди описуються як доброзичливі або навіть «чарівні» істоти, які хочуть дружньо спостерігати за земною цивілізацією і спілкуватися з людьми. Контактери відзначали, що норди стурбовані проблемами навколишнього середовища, світовою військово-політичною напруженістю і могли передавати думки телепатично. Американський соціальний працівник Джон Карпентер повідомив, що, за словами запрошених Нордами на свої кораблі, нордичні прибульці схожі на дбайливих батьків: вони пильні, молоді, ласкаві, ввічливі, часто посміхаються і все знають. Стефані Келлі-Романо говорить про те, що норди «часто асоціюються з духовним зростанням і любов'ю й виступають в якості захисника контактера».
Кілька контактерів стверджували, що нордические прибульці попереджали про греїв, але інші говорили, що бачили Нордів в таких же космічних кораблях, як у сірих. У таких повідомленнях норди часто інтерпретуються як лідери, а сірі - їх підлеглі. Дженні Ренделс пише, що хоча вона вважає Нордів, безумовно, причетними до викрадень людей, але вона вважає, що контакт з ними менш небезпечний для людини, ніж з Сірими.

## Термінологія і твердження про контакти
Термін "норди" не використовувався широко до 1980-х років. До цього такий тип прибульців називали «космічними братами». Існує безліч знаменитих людей, які стверджували, що контактували з «космічними братами». Наприклад: Джорд Адамскі, Говард Менджер і Едуард Альберт Мейєр (який повідомив, що вони прилетіли з скупчення Плеяди). Проте, розповіді цих людей дуже багато хто вважає абсурдом, як, наприклад, Джером Кларк.
Уфолог Майкл Салла висловив припущення, що президент США Дуайт Ейзенхауер зустрівся з представниками Норд на авіабазі в Едвардсі в лютому 1954 року. Тоді була зроблена спроба укласти угоду з обміну технологіями і знищення американського ядерного арсеналу.

## Витоки походження образу
На думку історика культури Девіда Скала, ранні повідомлення про прибульців нордичного типу, можливо, були частково натхненні фільмом 1951 года «День, коли зупинилася Земля», в якому інопланетяни прибувають на Землю, щоб попередити людство про небезпеку атомної енергетики. У 2008-му році вийшла реанімації картини із одноіменною назваю. 
Стефані Келлі-Романо зазначає, що «білі іншопланетяни приємніші людям, ніж інші істоти, наприклад — сірі». Вона вважає, що інформанти могли використовувати свої розповіді про інопланетян як «засіб формулювання страхів, які базуються на расовій основі».

## Теорія подорожей у часі
З чуток, нордичні прибульці є людьми європеоїдної типу з майбутнього, які прибули в минуле для того, щоб попередити про що-небудь, наприклад, про сірих чи рептилоїдів.

## Додатково
- Уммо
- Греї (уфологія)